# Европейски стършел
Европейският стършел (Vespa crabro) е вид насекомо от семейство Оси (Vespidae). Той е сред най-едрите представители на семейството, срещащи се в Европа, като царицата достига дължина 25 – 50 mm, а мъжките и работничките са по-дребни. Въпреки разпространените легенди за тях, европейските стършели са по-слабо агресивни от другите европейски оси, а ужилването от тях е значително по-безопасно от това на азиатските стършели.
- Европейски стършел от района на Бегликташ